# Saint-Lazare, Manitoba
Saint-Lazare är en ort i Kanada.   Den ligger i provinsen Manitoba, i den sydöstra delen av landet, 2 000 km väster om huvudstaden Ottawa. Antalet invånare är 265.